# Enjoy Your Rabbit
Enjoy Your Rabbit è un album in studio del musicista e cantautore statunitense Sufjan Stevens, pubblicato nel 2001. Le canzoni che costituiscono l'album sono ispirate dai segni dello zodiaco cinese.

## Tracce
1. Year of the Asthmatic Cat – 0:24
2. Year of the Monkey – 4:20
3. Year of the Rat – 8:22
4. Year of the Ox – 4:01
5. Year of the Pig – 3:55
6. Year of the Tiger – 4:24
7. Year of the Snake – 6:47
8. Year of the Goat – 3:34
9. Year of the Rooster – 6:24
10. Year of the Dragon – 9:26
11. Enjoy Your Rabbit – 4:47
12. Year of the Dog – 4:52
13. Year of the Horse – 13:18
14. Year of Our Lord – 4:30